# Hydaticus incertus
Hydaticus incertus är en skalbaggsart som beskrevs av Régimbart 1888. Hydaticus incertus ingår i släktet Hydaticus och familjen dykare. Inga underarter finns listade i Catalogue of Life.